# Liliana Moreno
Blanca Liliana Moreno Canchon (Bogotá, 8 de julio de 1992) es una ciclista profesional colombiana de pista y ruta.

## Trayectoria
En 2019, Liliana Moreno se convirtió en la primera ciclista colombiana en ganar una clasificación en una carrera del UCI WorldTour Femenino al conseguir la clasificación de la montaña en el Tour de California femenino 2019.

## Palmarés en pista
2012
- Campeonato de Colombia en Pista
  -  Bronce en Persecución por equipos

2013
- Campeonato de Colombia en Pista
  -   Oro en Carrera por puntos

## Palmarés en ruta
2012 
- Tour Femenino de Colombia, más 1 etapa

2013 
- Tour Femenino de Colombia, más 3 etapas

2016 
- 2.ª en el Campeonato de Colombia en Ruta
- Vuelta a Cundinamarca Femenina
- 1 etapa del Tour Femenino de Colombia

2017 
- Vuelta a Cundinamarca Femenina
- Vuelta a Boyacá Femenina
- 1 etapa de la Vuelta Femenina a Costa Rica[2]
- 1 etapa del Tour Femenino de Colombia

2018
- Clásica Nacional Ciudad de Anapoima
- Vuelta Femenina a Costa Rica, más 1 etapa

2019
- Campeonato de Colombia en Ruta
- Vuelta Femenina a Guatemala

## Equipos
- Team Proyecta Ingenieros (2016-2017)
- Astana Women's Team (2018-2020)[3]

## Resultados en Grandes Vueltas y Campeonatos del Mundo
Durante su carrera deportiva ha conseguido los siguientes puestos en las Grandes Vueltas femeninas y en los Campeonatos del Mundo en carretera:
| Carrera         | Carrera         | 2018 | 2019 | 2020 |
| --------------- | --------------- | ---- | ---- | ---- |
|                 | Giro de Italia  | 58.ª | —    | Ab.  |
| Mundial en Ruta | Mundial en Ruta | 52.ª | 81.ª | —    |

—: no participa

Ab: abandono

X: ediciones no celebradas